# Хексем
Хе́ксэм (англ. Hexham) — торговый город в Великобритании.

## География и история
Город Хексем находится на севере Англии, в графстве Нортамберленд, на реке Тайн.
В 674 году Вильфрид Йоркский основывает здесь монастырь, пришедший в упадок из-за набегов викингов в середине IX века. Также в раннее Средневековье на севере Англии существовало Хексемское епископство. Около 1116 года в Хексеме основывается приорат каноников-августинцев. Постройки существующего ныне в Хексеме старинного аббатства относятся преимущественно к XII столетию. В Хексеме также находится и открыта для посещений старейшая из построенных в Англии тюрьма.

## Знаменитые горожане
- Св. Акка Хексемский, епископ Хексема (709—732)
- Гленн Браун, художник
- Пит Доэрти, рок-певец и музыкант
- Чарлтон, Лайонел, военачальник
- Марк Эдлер, дирижёр
- Элред Ривоский (1110—1167), аббат, проповедник и мистик

## Города-партнёры
- Метцинген (Германия) (с 1989)